# Ouidah

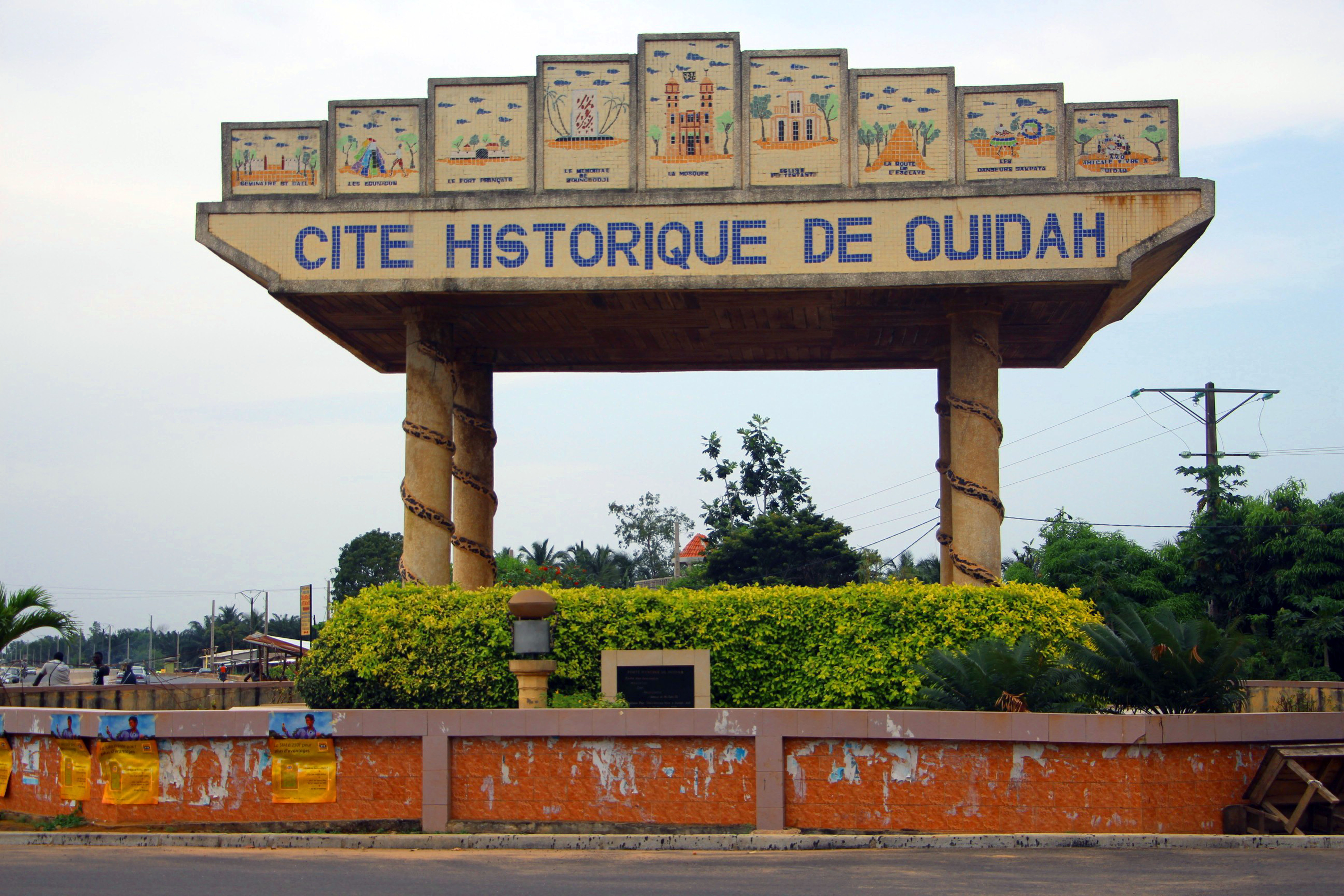
Una ciudad histórica.

Ouidah es una ciudad en la costa atlántica de Benín. Conocida originalmente como Ajudá, los portugueses tomaron la ciudad en 1580, después de lo cual creció alrededor del comercio de esclavos.
Portugueses, ingleses, franceses y daneses construyeron fortalezas en la ciudad para proteger sus intereses en el tráfico de esclavos. La fortaleza portuguesa de São João Baptista de Ajudá, es ahora un museo desde 1721 y perteneció a Portugal hasta 1961.
Otras atracciones en Ouidah incluyen la galería de arte de Maison du Brésil, un templo del vudú (de hecho la ciudad es considerada el principal centro de esta religión en Benín), la Basílica de la Inmaculada Concepción de principios del siglo XX y el bosque sagrado de Kpassè, con estatuas de bronce.
Su población actual es de 85 270 habitantes (2006).